# Ernesto Villanueva
Ernesto Fernando Villanueva (Buenos Aires, 17 de junio de 1945) es un sociólogo y profesor universitario de Argentina. En la década de 1970 fue uno de los principales motorizadores de las llamadas Cátedras nacionales y luego estuvo a cargo del rectorado de la Universidad de Buenos Aires. Entre 1975 y 1982 permaneció detenido como preso político sin juicio, siendo sometido a torturas reiteradas. Fue director del CONICET, organismo responsable de la investigación científica en Argentina, presidente e integrante de la Comisión Nacional de Evaluación y Acreditación Universitaria (CONEAU), vicerrector de la Universidad Nacional de Quilmes y primer presidente de la Red Iberoamericana de Agencias de Acreditación (RIACES). Fue presidente del Consejo de Profesionales en Sociología y actualmente es rector de la Universidad Nacional Arturo Jauretche.

## Biografía
Ernesto Villanueva nació en 1945 en la Ciudad de Buenos Aires. En 1964 ingresó a la Universidad de Buenos Aires, estudiando en la Facultad de Filosofía y Letras donde se recibió de licenciado de Sociología.
En 1968 inicia su carrera como docente universitario, como ayudante de primera en el Departamento de Sociología de la UBA. Fue protagonista entre 1968 y 1972 del fenómeno de las Cátedras nacionales, una serie de cátedras críticas de la dictadura reinante, apoyadas en una bibliografía latinoamericanista en la que confluían el marxismo, el revisionismo histórico y el pensamiento cristiano posconciliar que estaba en ese momento conformando la Teología de la liberación. Las Cátedras Nacionales cuestionaron la escuela de sociología liderada por Gino Germani, hegemónica en Argentina por entonces, caracterizándola como “cientificista”, y especializada en desperonización.

En ese momento, Villanueva publicó un artículo titulado “La explotación de la sociología”, donde describe a la “sociología oficial” como aquella impuesta desde los centros de poder a través de instituciones, como las universidades. Villanueva criticaba ese tipo de sociología, por su pretensión de “objetividad científica” y “neutralidad valorativa”, sosteniendo que de ese modo negaba el carácter político de la sociología, evitando el estudio de las relaciones de poder y dependencia. Villanueva cuestionaba a la sociología norteamericana, especialmente el estructural-funcionalismo y el empirismo abstracto, y se alineaba con la teoría de la dependencia latinoamericana, que ubicaban al “antiimperialismo” y la “dependencia” como categoría sociológicas centrales.
La obra de Villanueva atacaba el "cientificismo", una expresión habitual en el movimiento estudiantil de la época, que criticaba aquellas investigaciones científicas que se realizaban según los criterios y objetivos de fundaciones extranjeras, principalmente de Estados Unidos, y no para dar respuesta a los problemas que presentaba la sociedad argentina y latinoamericana.
Desde fines de la década de 1960, Villanueva integró las Fuerzas Armadas Peronistas (FAP) para luchar contra la dictadura autodenominada "Revolución Argentina" (1966-1973), adhiriendo al interior de la organización a una estrategia "movimientista", que lo diferenciaba de los sectores  “alternativistas” que tenían un perfil más clasista, y que lo llevó a pasarse a Montoneros, núcleo de la Tendencia Revolucionaria del peronismo.
El sector movimientista de las FAP, al que pertenecía Villanueva, también conocidos como "los oscuros", consideraban que la estrategia guerrillera debía limitarse a combatir la dictadura, con el fin de lograr que se llamara a elecciones libres en las que pudiera ser candidato Perón, y que una vez logrado un gobierno popular, el peronismo y Perón mismo cumplirían un rol fundamental como expresión de un amplio movimiento popular que iría más allá de la clase trabajadora, para abarcar también a las clases medias y sectores del empresariado, en un "frente de clases sin sectarismos". El sector clasista del FAP, conocido como "los iluminados", tenía una visión más crítica de Perón y sostenía que el proceso de liberación debía ser conducido por la clase obrera a través de una Guerra Popular y Prolongada, que debía continuar aun cuando hubiera un gobierno libremente elegido.
En los meses previos a las elecciones de 1973, que ganaría el peronismo luego de 18 años de prohibición, Villanueva condujo los equipos equipos político-técnicos de la Juventud Peronista (JP), creados con el fin de implementar efectivamente políticas públicas avanzadas una vez en el gobierno. Además integró el equipo de política universitaria, junto a Adriana Puiggrós, Pedro Krotsch y Augusto Pérez Lindo, entre otros.
En junio de 1973 fue elegido como Secretario General y, a partir de octubre de ese año, estuvo a cargo del Rectorado de la Universidad de Buenos Aires (UBA), siendo el más joven de la historia de esa Universidad en ocupar tal cargo.
Durante la presidencia del peronista Héctor J. Cámpora y bajo la gestión en el Ministerio de Educación de Jorge Alberto Taiana, en junio de 1973, Villanueva fue designado como secretario general de la Universidad de Buenos Aires, durante el rectorado de Rodolfo Puiggrós, quien fue forzado a renunciar poco después, causando que Villanueva quedara a cargo del rectorado desde el 4 de octubre de 1973 hasta el 28 de marzo de 1974, siendo el más joven de la historia de esa Universidad en ocupar tal cargo. Durante su gestión se eliminó el aparato represivo existente al interior de la universidad, se reincorporó a docentes cesanteados por sucesivas dictaduras, se modificaron los planes de estudio de todas las carreras a fin de ponerlas en función de las necesidades del país, se desarrolló la investigación, se modificó el esquema pedagógico imperante dando mayor importancia a la relación entre teoría y práctica, se crearon diversos institutos priorizando una perspectiva latinoamericana y se reimplantó el ingreso irrestricto.
Continuó desempeñándose como secretario general hasta septiembre de 1974, poco después de la muerte de Juan D. Perón, cuando el gobierno de la presidenta María Estela Martínez de Perón dispuso la intervención de la UBA, designando interventor a Alberto Ottalagano.
El 24 de marzo de 1975, fue detenido por el gobierno de María Estela Martínez de Perón y enviado a la cárcel de Devoto. Allí compartió celda con Jorge Taiana, Julio Menajovsky y Ricardo Rodríguez Saá. Permaneció detenido hasta diciembre de 1982, como preso político sin juicio, siendo sometido a torturas reiteradas.
El 24 de marzo de 1976 tomó el poder la dictadura autodenominada "Proceso de Reorganización Nacional". Villanueva fue trasladado primero a la Unidad Penal N.º 9, a un pabellón que posteriormente fue denominado “el pabellón de la muerte”, desde el cual sacaron y asesinaron a Roberto Rufino Pirles y Dardo Cabo, entre otros. Luego fue enviado a la cárcel de Sierra Chica:

Me llevaron a fines de 1978, después del Mundial. Empezaron a desmontar la Unidad 9 y nos sacaron de los pabellones de la muerte a raíz de las numerosas denuncias. En Sierra Chica te pegaban, pero no te mataban como en La Plata.
Ernesto Villanueva

En 1978 desapareció su hermano Santiago, quién se había volcado a la militancia de derechos humanos en Familiares de Detenidos, debido al encarcelamiento de Ernesto y las condiciones inhumanas en que se ncontraba. En 2007 el Equipo Argentino de Antropología Forense identificó su ADN, en los restos de una tumba NN en el cementerio de Villa Gesell: había sido arrojado al mar desde los llamados "vuelos de la muerte".
Más adelante fue trasladado al Penal de Rawson en la Patagonia, siendo liberado a fines de 1982, luego de haber permanecido en la cárcel más de siete años. Desde su regreso, volvió a la actividad política en Intransigencia y Movilización, un grupo peronista de posiciones revolucionarias. Fue asesor en el Senado de la Nación, en el bloque justicialista, y continuó su actividad política en el seno de ese movimiento hasta el día de hoy.
Reconquistada la democracia el 10 de diciembre de 1983, bajo la presidencia de Raúl Alfonsín (1983-1989), Villanueva se orientó a la docencia, la investigación y la gestión universitaria, dentro del nuevo marco legal para las universidades públicas argentinas, que garantizaba el autogobierno, apoyado en el voto de los estudiantes, los docentes y los graduados. En 1984 dictó clases en la Universidad de Frankfurt, Alemania, para luego ser readmitido en la Universidad de Buenos Aires. En 1986 fue elegido como miembro del Consejo Directivo de la carrera de Sociología de la UBA. En 1992 fue elegido vicerrector de la Universidad Nacional de Quilmes, cargo en el que se desempeñó hasta 1999. Durante ese período se armó una estructura ciclada de planes de estudio y se reemplazó la cátedra por áreas transversales de conocimiento. Se dio importancia a las publicaciones, a la internacionalización y a las áreas de investigación, en particular aquellas en las que se verificaban vacancias en el país. Se creó la Universidad Virtual de Quilmes que, hasta hoy, es considerada la más importante de la Argentina. En 1994 fue nombrado director del CONICET.
Su interés principal se centró en el ámbito universitario, educación superior, políticas universitarias y acreditación y evaluación de la calidad de la educación universitaria.
Ernesto Villanueva ingresó a la Comisión Nacional de Evaluación y Acreditación Universitaria (CONEAU) al momento de su creación, en el que aún no estaban enteramente definidos aspectos centrales de su perfil posterior. Ayudó a delinearlo, impulsando en primer término una visión crítica sobre la creación de nuevas universidades sin respaldo suficiente, encarando la evaluación de diversas instituciones, avanzando en procesos de acreditación desde el inicio con la carrera de medicina en Argentina y luego seguidas por otras, estableciendo un esquema de participación para sus integrantes a fin de canalizar las inquietudes existentes en su creación, y puso en marcha la acreditación de los posgrados argentinos. Asimismo, fundó la Red Iberoamericana para el Aseguramiento de la Calidad en la Educación Superior, RIACES.
En 2010 el gobierno de Cristina Fernández de Kirchner creó la Universidad Nacional Arturo Jauretche, en el partido de Florencio Varela, ubicado en el conurbano bonaerense, designando el 22 de marzo a Villanueva como rector organizador, puesto que ocupó hasta 2013. Desde entonces y hasta la actualidad, se desempeña como Rector de dicha universidad. Durante su gestión como Rector Organizador participó en la elaboración de los estatutos, la organización curricular de la Universidad y de su estructura institucional general, a partir de la creación de Institutos y Centros. 
En este primer período (2010-2013) se promovió la investigación, las políticas en materia de Relaciones internacionales y la incorporación de los Institutos a organismos de reconocimiento académico como el Consejo Federal de Decanos de Ingeniería (CONFEDI) y la Asociación de Facultades de Ciencias Médicas de la República Argentina (AFACIMERA). Se realizaron los primeros concursos docentes y se constituyó el Consejo Social Comunitario.
Luego de este período fundacional, en 2014 fue elegido rector. Ese mismo año, se incorporaron nuevas carreras, entre ellas Medicina por pedido de las autoridades sanitarias nacionales, provinciales y municipales. Promovió la consolidación de la actividad académica con 17 carreras de grado, 5 de Pregrado y 8 ofertas de Posgrado (con una Especialización y una Maestría acreditadas por la Comisión Nacional de Evaluación y Acreditación Universitaria - CONEAU), y la investigación, a partir de la firma de convenios con el Consejo Nacional de Investigaciones Científicas y Técnicas (CONICET) y la Comisión de Investigaciones Científicas (CIC) de la Provincia de Buenos Aires.

## Libros
Ernesto Villanueva escribió los siguientes libros:
- (Autor con Aritz Recalde) Los cuatro peronismos universitarios: el peronismo y las universidades, 1a ed. - Ciudad Autónoma de Buenos Aires, Editorial FEDUN, 2020,Libro digital, EPUB. ISBN 978-987-3640-28-5.
- (Autor) Universidad y Nación, asignaturas pendientes, Editorial UNAJ, Buenos Aires, 2019. ISBN 978-3679-37-7.
- (con otros autores) Juan Domingo Perón. Conducción Política; 365 días con Perón. ISBN en trámite. Buenos Aires 2012.
- (con Astor Massetti, compiladores). Movimientos sociales y acción colectiva en la Argentina de hoy. Prometeo. Buenos Aires, 2007. ISBN 978-987-574-204-8.
- (Autor, con Patricia Berrotarán) Consecuencias sociopolíticas del estado de bienestar en la Argentina, Cuadernos de la Universidad Virtual de Quilmes, Bernal, 2004.
- (con otros autores). Proyecto Argentina: bases para el consenso en un plan nacional. Centro de Estudios Americanos. Abril de 2003.
- (con otros autores) Informe Final: evaluación externa de la Universidad del Museo Social Argentino. CONEAU. Buenos Aires, 2001
- (Autor) La educación transnacional: la experiencia extranjera y lecciones para el diseño de una política de regulación en la Argentina, con Ana María García de Fanelli. CONEAU. Buenos Aires, 1999.
- (Coord) Empleo y globalización. La nueva cuestión social en la Argentina. Universidad Nacional de Quilmes, Bernal. 1997. ISBN 987-9173-12-0
- (Autor). Conflicto obrero. Universidad Nacional de Quilmes, 1994. Bernal. ISBN 987-99746-2.
- (Autor). Informes sobre proyectos institucionales. CONEAU. Buenos Aires, 1998
- (con otros autores) Informe Final: evaluación externa de la Universidad Nacional de Luján. CONEAU. Buenos Aires, 1998.
- (con otros autores) Informe Final: evaluación externa de la Universidad Nacional de Tucumán. CONEAU. Buenos Aires, 1998.
- (Autor) Política y economía, relaciones e interacciones. Buenos Aires, Editorial Cimarrón, 1971.
- (con Alejandro Peyru) Documentos para la historia del peronismo. Buenos Aires, Carlos Pérez Editor, 1969.
- (Autor) Las clases sociales en América Latina, Buenos Aires, Editorial Tekné, 1970.
- (con otros autores) El peronismo. Buenos Aires, Editorial Pérez, 1969.